# Bertuccio Valier

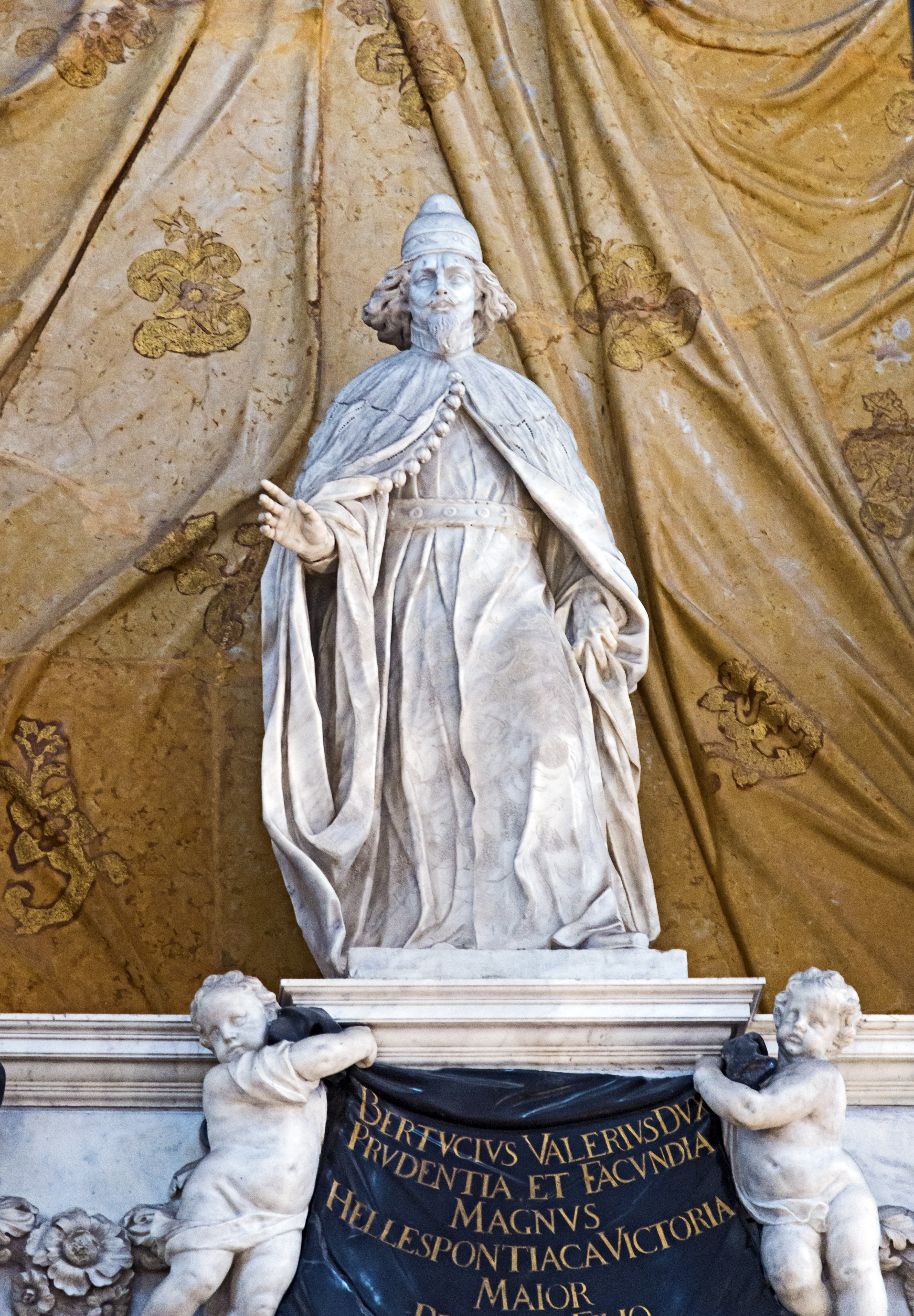
Die Statue des Dogen in der Kirche San Zanipolo: „Bertvcivs Valerivs Dux / Prvdentia et Facvndia Magnus / Hellespontiaca Victoria Maior / Principe Filio Maximus / Obyt Anno MDCLVIII“

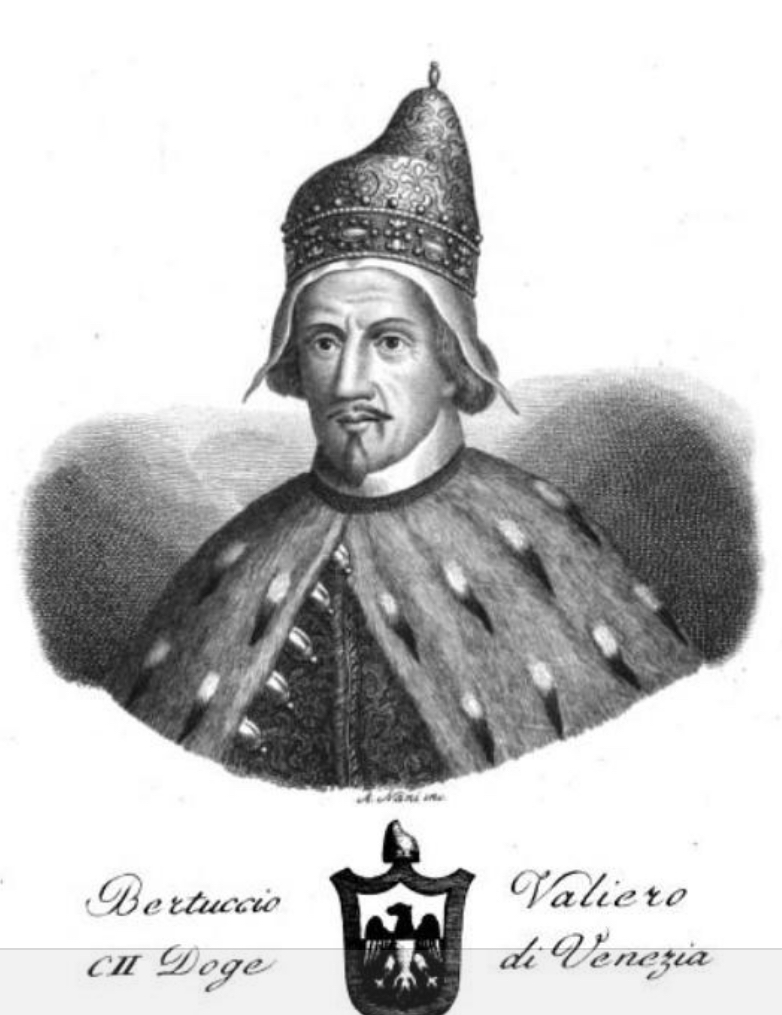
Porträt des Dogen, entstanden vor 1834, Antonio Nani: Serie dei Dogi di Venezia intagliati in rame da Antonio Nani. Giuntevi alcuni notizie biografiche estese da diversi, Bd. 1, Merlo, Venedig 1840, o. S. (Google Books)

Bertuccio Valier (* 1. Juli 1596 in Venedig; † 29. März 1658 ebenda) war, folgt man der Zählweise der staatlich gesteuerten Geschichtsschreibung der Republik Venedig, ihr 102. Doge. Er regierte vom 15. Juni 1656 bis zu seinem Tod, also wenig mehr als ein Jahr und zehn Monate.
Valier wurde bereits mit wenig mehr als 25 Jahren Oberhaupt der Familie. Seine Ämterlaufbahn begann 1621, er erhielt 1624 eine führende Stellung in Bergamo, sammelte Erfahrungen auf dem venezianischen Gebiet in Oberitalien, wie etwa als Podestà in Brescia. Noch keine 30, trat er in den Senat ein, war, wie dies für die Adligen Venedigs üblich war, in einer Vielzahl von Magistraturen tätig. 1633 verhandelte er als Gesandter mit den spanischen Habsburgern, 1645 und 1655 war er einer der Gesandten am päpstlichen Hof.
Als Doge trat er dafür ein, das belagerte Candia (Kreta) den Osmanen zu überlassen, doch scheiterte seine Initiative und der Kampf um die Insel zog sich bis 1669 hin. Valier wandte sich genauso vergebens gegen die Wiederzulassung der Jesuiten in Venedig.

## Familie
Die Valier, die sich für eine der ältesten Familien Venedigs hielten und ihre Ursprünge bis auf die Römer zurückführten, stellten mit Bertuccio Valier zum ersten Mal einen Dogen. Er war der einzige Sohn des Silvestro Valier (5. Februar 1569 – 30. November 1622) und seiner Frau Bianca Priuli di Alvise. Mütterlicherseits stammte er damit von den Priuli ab, wenngleich nicht von dem Zweig der Familie, der Mitte des 16. Jahrhunderts nacheinander zwei Dogen gestellt hatte. Das Paar hatte am 23. November 1594 geheiratet. 
Bertuccio Valier heiratete seinerseits 1616 Benedetta di Vincenzo Pisani del ramo di Santa Maria Zobenigo detto dei Garzoni, d. h. sie entstammte innerhalb der großen Pisani-Familie aus dem Seitenzweig der besagten Kirchengemeinde. Genannt wurden sie allerdings ausnahmsweise nicht nur nach dieser Kirche, sondern sie wurden als dei Garzoni näher bezeichnet. Ihre Kinder waren jedenfalls Massimo, geboren 1620, der allerdings bereits jung in Rom verstarb, dann Bianca. Diese wurde 1640 mit Alvise I. Mocenigo di Alvise III., verheiratet, doch auch sie starb noch vor ihrem Vater. Diesen überlebte nur sein Sohn Silvestro. Da seine Geschwister gestorben waren, wurde dieser Alleinerbe und 1694 selbst Doge.

## Leben

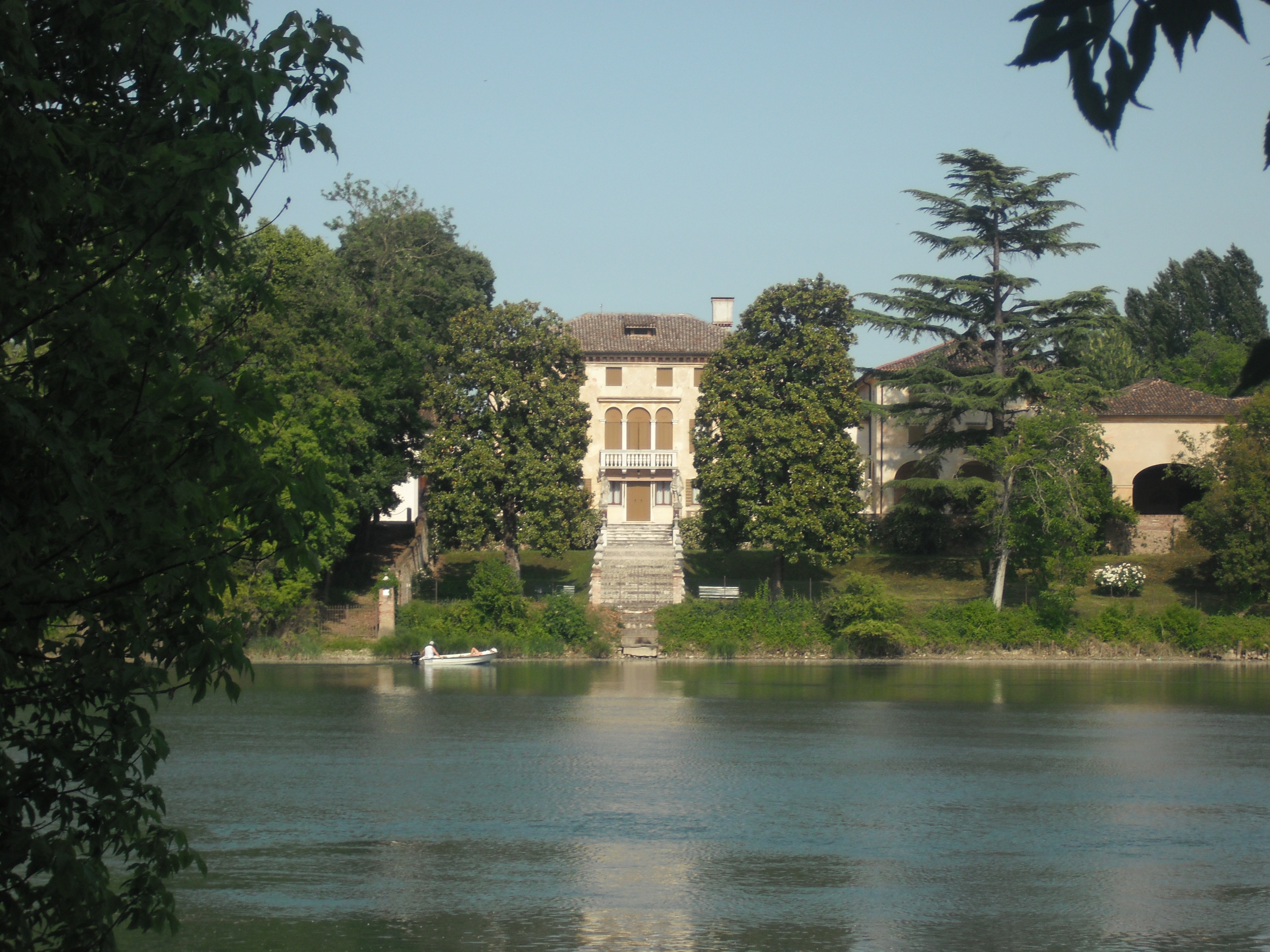
Die Villa Valier am Brenta

Bertuccio Valiers Vater starb früh, ebenso seine Onkel, so dass er bereits als junger Mann zum Familienoberhaupt avancierte. Damit fielen ihm umfangreiche Ländereien und Immobilien zu. Er residierte im Familienpalast im Westen von Cannaregio, in der Gemeinde San Giobbe. Diesen Palast hatte bereits 1572 sein Großonkel Silvestro erworben. Hinzu kam eine eindrucksvolle Villa auf dem italienischen Festland, die am Brenta steht.

### Ausbildung, Ämterlaufbahn

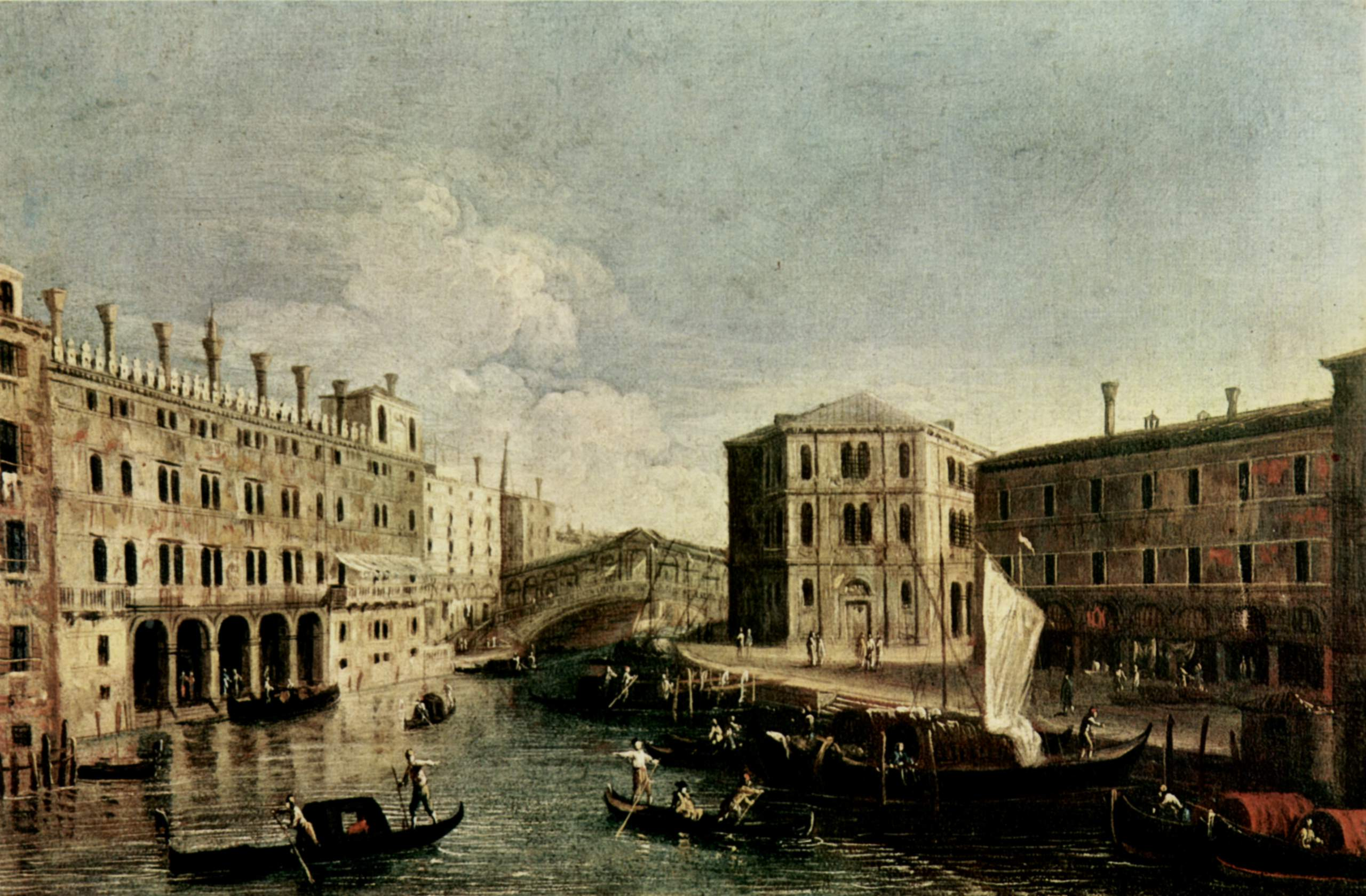
Giovanni Antonio Canal: Il Canale Grande a Rialto, Öl auf Leinwand, um 1730, links der Fondaco dei Tedeschi, im Hintergrund die Rialtobrücke, dann der Palazzo dei Camerlenghi, wo auch für Bertuccio Valier seine Ämterlaufbahn begann. Dieses Bauwerk für verschiedene Magistraturen war bereits im zweiten Viertel des 16. Jahrhunderts errichtet worden.

Bertuccio erhielt seine Bildung im elterlichen Hause, ein Wissen und eine Eloquenz, die ihm später die Pforten verschiedener akademischer Institutionen öffneten. 1621 machte er seine ersten Schritte auf der Ämterlaufbahn, wie so oft in dieser Zeit als Camerlengo di Comun.
Bereits 1624 wurde er zum Capitano von Bergamo gewählt, wo er für die öffentliche Ordnung zuständig war. Dazu schuf er ein Spionagenetzwerk in Mailand, das er zum Teil aus eigener Tasche finanzierte. Nach seiner Rückkehr aus Bergamo trat er ins Collegio ein, und zwar als Savio di Terraferma, eine Position, in die er zwischen 1625 und 1633 acht Mal berufen wurde, da er sich als Kenner der Terraferma erwiesen hatte, des venezianischen Gebietes in Oberitalien.
In die Zonta des Senats – ein Zusatzgremium – und als Provveditore alle Artiglierie gelangte er 1626. Im Oktober 1627 wurde er als Savio di Terraferma nach Padua mit der Aufgabe geschickt, „riveder et regolare la cavalleria de corazze“. 1629 war er wieder für die Terraferma als Commissario in campo zuständig, „alla rassegna delle milizie“. Diesmal waren es also vornehmlich militärische Aufgaben, mit denen Valier betraut wurde.
Um Ferdinand von Habsburg, den Kardinalinfanten von Spanien und Bruder des Königs zu treffen, wurde Valier 1633 nach Mailand entsandt. Dabei sollte die Freundschaft zwischen den Mächten bekräftigt werden. Im Senat stand Valier im Ruf, für eine solche Aufgabe geeignet zu sein.

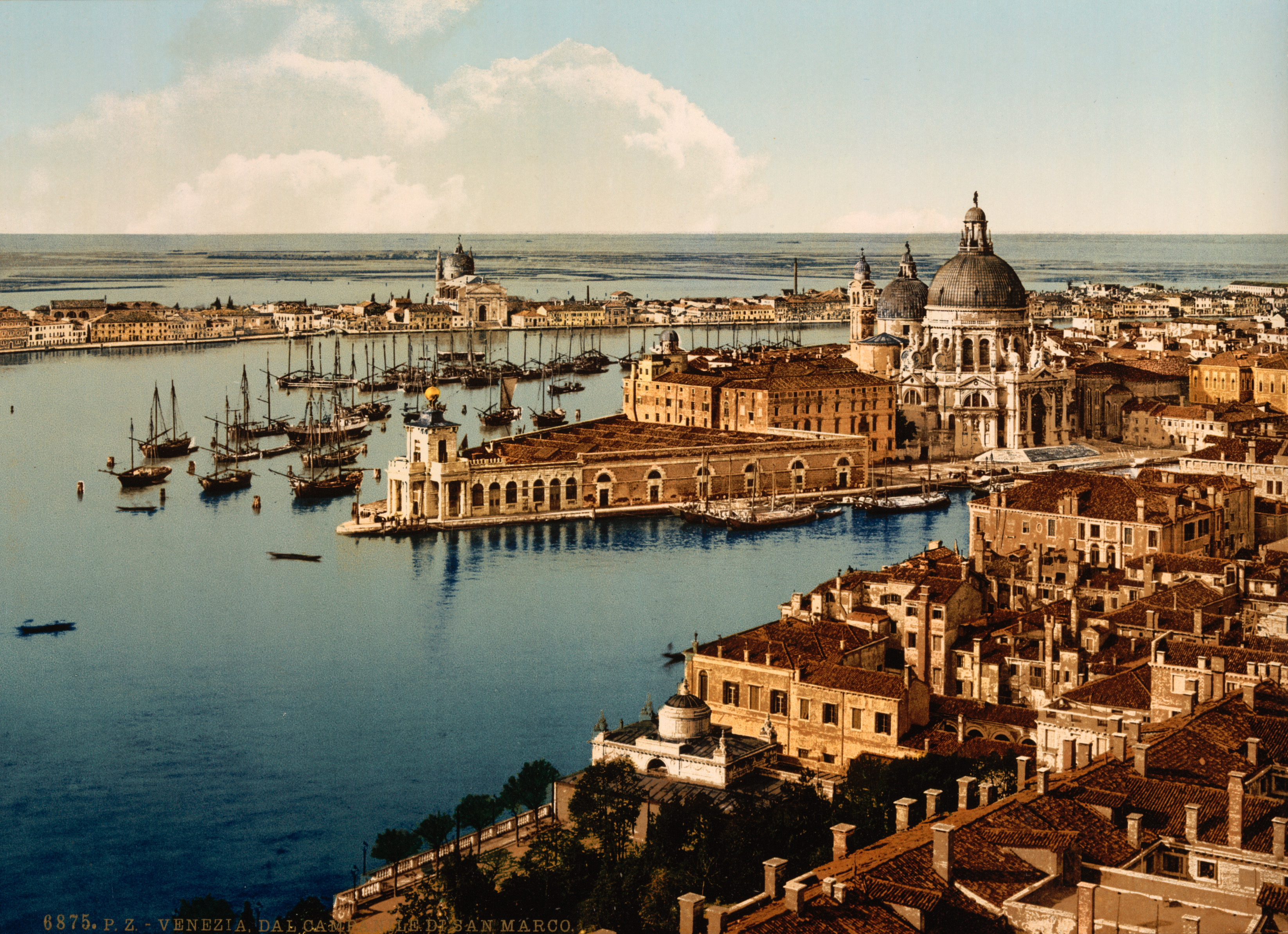
Santa Maria della Salute auf einer Fotografie von etwa 1895, links die Dogana da Mar, im Hintergrund die Erlöser-Kirche, die gleichfalls aus Dankbarkeit für das Ende einer Pestepidemie errichtet wurde.

Nach seiner Rückkehr wurde er noch im selben Jahr in den Rat der Zehn gewählt, und schließlich wurde er zum Consigliere ducale, zum Dogenrat in den Jahren 1633, 1638, 1639 und 1642. Zehn Mal wurde er einfacher Senator. Er arbeitete als Cassiere di Collegio und Savio del Consiglio ab 1636, wobei er neun Mal bestätigt wurde. Wie dies für die patrizischen Männer üblich war, arbeitete er in den verschiedenen Finanzmagistraturen, aber auch im fiskalischen und Rechtssektor. Ab 1628 war er mehrfach Savio alla Mercanzia, dann aber auch Savio all’Eresia, Esecutore alla Bestemmia, Provveditori sopra i Monasteri, war also mit Häresien, Blasphemie, den Frauenklöstern befasst. Auch wurde er als Provveditore alla Sanità, schließlich als Riformatore allo Studio di Padova zwischen 1639 und 1655 eingesetzt. Damit trug er Verantwortung für die öffentliche Gesundheitsvorsorge, in dieser Zeit vornehmlich für die Bekämpfung der Pest, sowie für die Universität Padua. Zwischen 1652 und 1654 war er Deputato sopra la fabbrica della Salute, um dort die Arbeiten zum Bau von Santa Maria della Salute voranzutreiben. Deren Bau war aus Dankbarkeit für die Erlösung von der Pest der Jahre 1630 bis 1632 beschlossen worden.
Im Juni 1636 wurde Bertuccio Valier wieder außerhalb Venedigs tätig, nämlich auf der Terraferma, genauer im Friaul, als Provveditore generale in Palmanova, dann 1641 als Commissario sopra i confini in Friuli, ihm unterstand also die Grenzsicherung im Nordosten. Nach Ausbruch des Castro-Kriegs wurde Valier 1643 bis 1644 Provveditore für eine diplomatisch-militärische Mission in der Toskana. 1646 wurde er zum Podestà von Brescia gewählt, jedoch kurz danach wieder abberufen.

### Gesandtschaftsreisen nach Rom (1645, 1655)

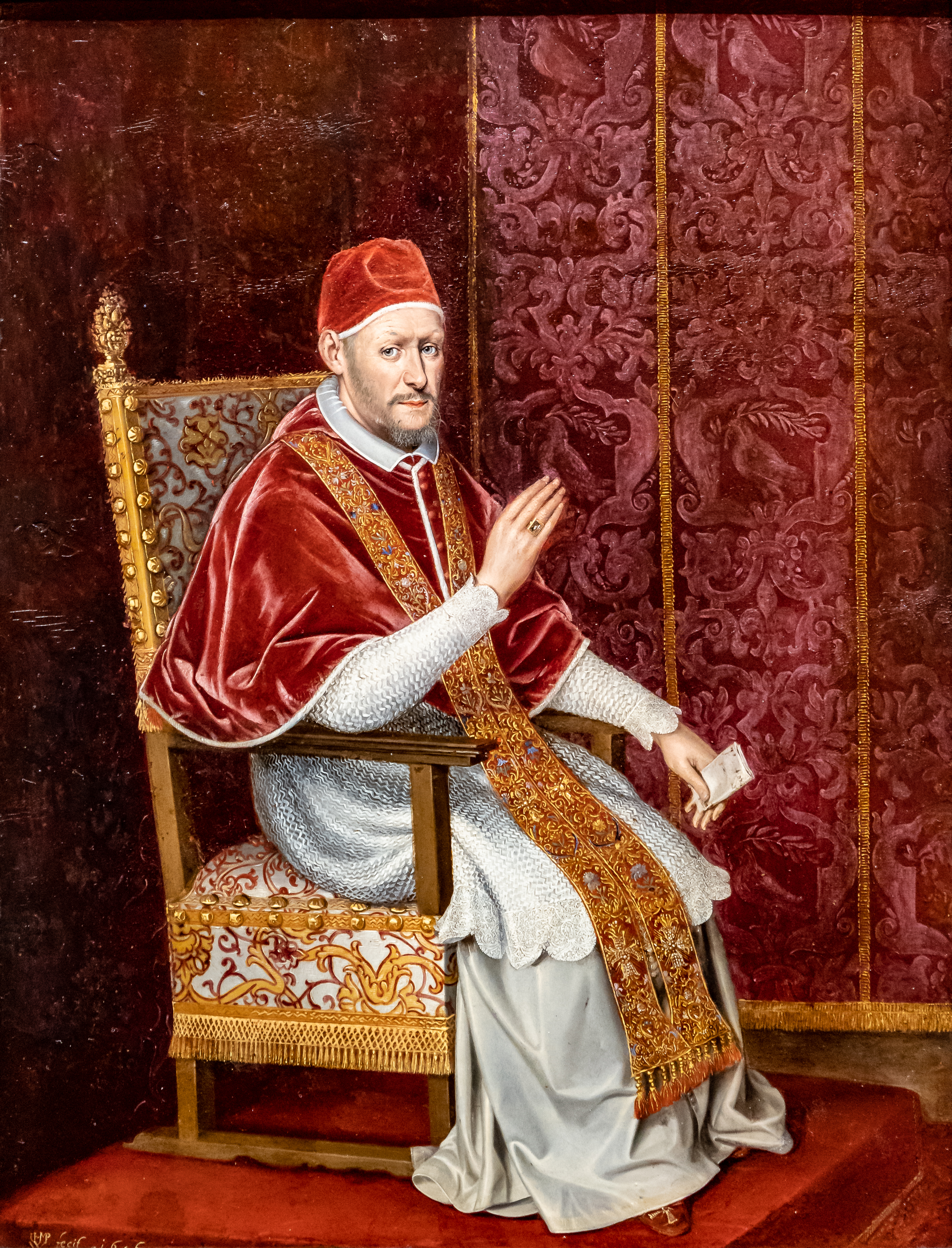
Porträt des Papstes von Wolfgang Heimbach, 1646

Im Jahr zuvor, 1645, nahm er mit den Senatoren Pietro Foscarini, Giovanni Nani, Alvise Mocenigo und Angelo Contarini an einer feierlichen Gesandtschaft nach Rom teil. Ihre Aufgabe bestand darin, dem neu gewählten Papst Innozenz X. zu seiner Wahl zu gratulieren, aber auch, darin, wie immer in solchen Fällen, herauszubekommen, wie er zu Venedig stand. Dementsprechend dicht befassten sich die Dispacci, die Berichte der Gesandten, mit den Eigenheiten, den Gewohnheiten, den Familienverbindungen und der politischen Ausrichtung des Papstes. Diese Berichte sind voll von antifranzösischen, langen Monologen, sie erzählen von der Feindschaft gegen Jules Mazarin und die „amorevole disposizione“ gegenüber Spanien. Die relazione, der mündlich und schriftlich vorgetragene Abschlussbericht, der am 3. Oktober gehalten wurde, bietet auch eine auf Latein gehaltene Ansprache Valiers an den Papst, der ihn zum Ritter erhob, zum Cavaliere.
Auf einer zweiten Gesandtschaftsreise nach Rom, die er 1655 zum neuen Papst Alexander VII. antrat, reiste er mit den Senatoren Alvise Contarini, Niccolò Sagredo und Giovanni Pesaro, denen zu Recht Ehrgeiz auf das Dogenamt nachgesagt wurde. Diese Reise war deshalb für Venedig besonders wichtig, weil der seit fast einem Jahrzehnt andauernde Krieg um Kreta, das die Osmanen versuchten zu erobern, Venedig an die Grenzen seiner Möglichkeiten brachte. Daher betonten die Gesandten, dieser Krieg sei ein Kampf der gesamten Christenheit. Zwar erkannte Alexander die Notwendigkeiten, doch war er skeptisch, weil er das Desinteresse der Großmächte erkannte, die selbst in Kriege verwickelt waren. Hingegen drängte der Papst auf die Rückkehr der Jesuiten nach Venedig. Während Priuli, der den Abschlussbericht vortrug, diese Auseinandersetzung unerwähnt lässt, jedoch im Hintergrund eine der treibenden Kräfte für die Durchsetzung dieser Rückkehr war, wurden die Jesuiten von Valier, als er bereits Doge war, kühl begrüßt.

### Dogenwahl, Amtsführung
Am 15. Juni 1656 wurde Valier, was äußerst ungewöhnlich war, gleich im dritten Wahlgang (scrutinio) zum Dogen gewählt, und zwar von allen 41 Elektoren. Zuvor hatte er auf die angesehene Stellung eines Prokuratoren von San Marco verzichten müssen. Er wollte sie durch Verdienste gewinnen, nicht durch Intrigen.
Der Kretakrieg überschattete Valiers Dogat, denn die Frage, ob man mit allen Mitteln an Kreta festhalten sollte, oder es aufgeben musste, entzweite die Patrizier. In leidenschaftlichen Debatten im Senat befürwortete Valier, die Insel aufzugeben, während Pisani dafür plädierte, alle nur erdenklichen Mittel anzuwenden, denn ansonsten wäre dies das Ende der Serenissima. Bertuccio Valier vertrat die Partei, die ein Friedensangebot des osmanischen Großwesirs Mehmed Köprülü anzunehmen gedachte. Obwohl er mit seiner Meinung letztlich unterlegen war, unterstützte er die venezianische Kriegskasse mit 100 000 Dukaten aus seinem Vermögen.
Gegen seinen erklärten Willen wurden die 1606 aus Venedig ausgewiesenen Jesuiten durch Senatsbeschluss vom 19. Januar 1657 mit 72 gegen 16 Stimmen wieder zugelassen. Dabei spielte die zugesagte päpstliche Unterstützung im Kampf um Kreta die entscheidende Rolle. Auch Pesaro, Valiers Nachfolger, der die Kriegsfortführung für unumgänglich hielt, hatte die Wiederzulassung nur aus diesem Grund befürwortet. Am 7. Januar 1658 wurde die Fortsetzung des Krieges beschlossen.

### Tod
Am 21. März 1658 erkrankte Valier an einer Lungenkrankheit, der er bereits am 30. März erlag. Wenig mehr als eine Woche später wurde sein Gegner Giovanni Pesaro am 8. April zu seinem Nachfolger gewählt.

## Grabmal

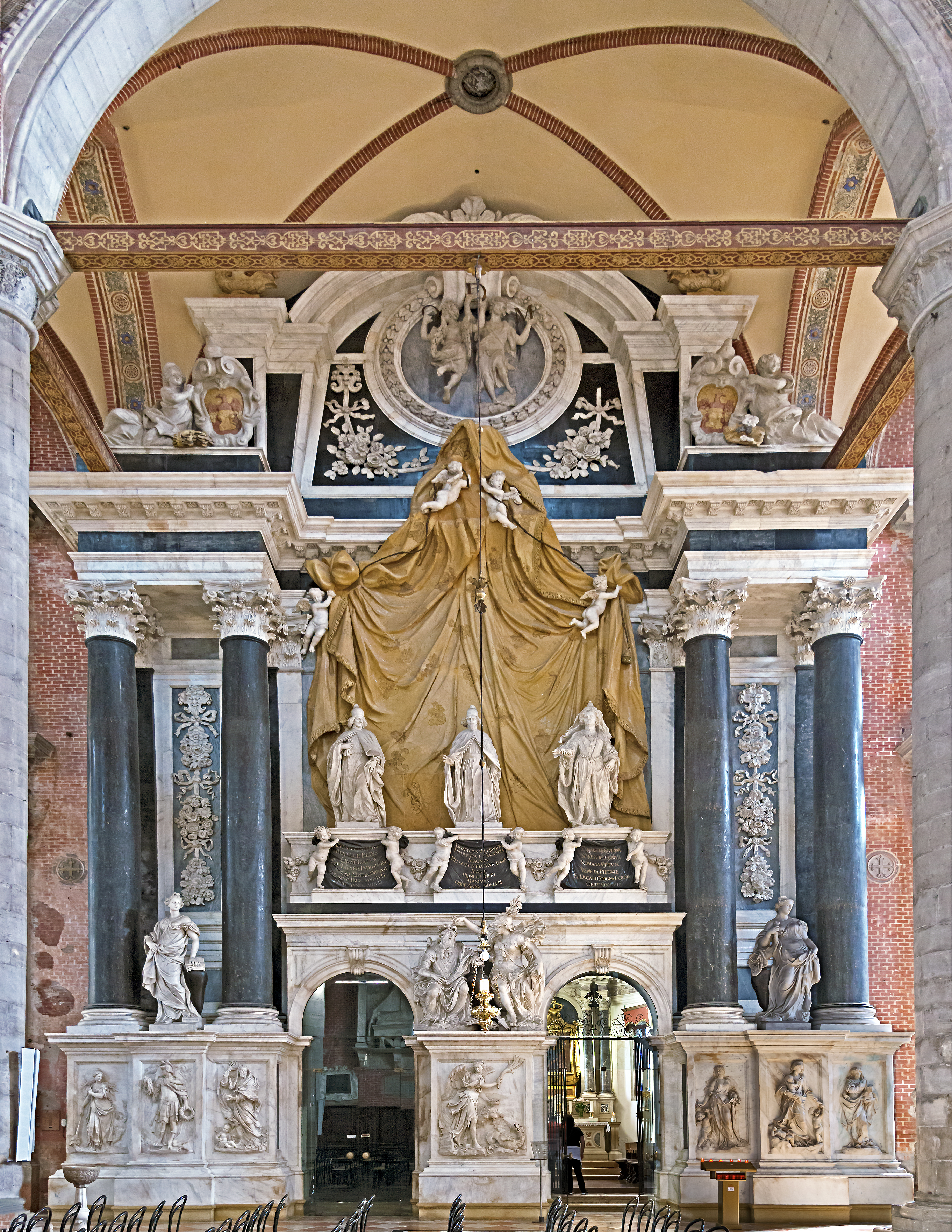
Monument der Familie Valier (von links nach rechts: Silvestro Valier, Bertuccio Valier, seine Ehefrau)

Nach einem feierlichen Begräbnis und einer Grabrede des Somaskers Stefano Cosmo wurde Valiers Leichnam zunächst in  San Giobbe beigesetzt, dann jedoch unter dem Mausoleum der Heiligen Johannes und Paulus in San Zanipolo endgültig begraben. Sein Sohn Silvestro ließ dort ein monumentales Grabmal für sich, seinen Vater und seine Frau errichten. Es ist das letzte der großen Dogengrabmäler Venedigs.